# Thijs Berman
Thijs Berman (ur. 26 września 1957 w Coevorden) – holenderski polityk, dziennikarz, poseł do Parlamentu Europejskiego VI i VII kadencji.

## Życiorys
Wnuk polityka Marinusa van der Goesa van Natersa. Ukończył psychologię na Uniwersytecie w Utrechcie (studia licencjackie, 1983) i Uniwersytecie Amsterdamskim (studia magisterskie, 1987). Od tego czasu pracował jako dziennikarz. Był korespondentem w Paryżu i Moskwie stacji publicznej Radio 1, redaktorem radia Wereldomroep, publicystą dziennika rolnego "Agrarisch Dagblad". Pisywał dla czasopisma "Elsevier", prowadził też jako prezenter rozrywkowe programy radiowe i telewizyjne.
W 2004 uzyskał mandat posła do Parlamentu Europejskiego z listy Partii Pracy. W PE VI kadencji przystąpił do grupy socjalistycznej. W 2009 po wygraniu prawyborów został liderem wyborczym PvdA w kolejnych wyborach. Prowadzona przez niego lista partyjna zdobyła 3 mandaty w miejsce dotychczasowych 7, z których jeden utrzymał Thijs Berman.